# Bulbophyllum major
Bulbophyllum major é uma espécie de orquídea (família Orchidaceae) pertencente ao gênero Bulbophyllum. Foi descrita por Henry Nicholas Ridley e Pieter van Royen em 1979.